# Iberolacerta horvathi
Iberolacerta horvathi är en ödleart som beskrevs av Méhelÿ 1904. Iberolacerta horvathi ingår i släktet Iberolacerta och familjen lacertider. Inga underarter finns listade i Catalogue of Life.

## Utseende
Denna ödla har en upp till 6 cm lång kropp (huvud och bål) och den absoluta längden ligger vid 20 cm. Den kännetecknas av en smal bål, av ett avplattat huvud och av en spetsig nos. Fjällen på ryggen har en ljusbrun till gulbrun färg med undantag av en mörk längsgående linje och/eller mörka punkter som finns hos flera exemplar. Det ljusa området på ryggen begränsas på varje sida av en mörk rödbrun strimma som kan ha spetsar. Iberolacerta horvathi har en gulaktig till vit undersida. Förutom könsdelarna finns nästan inga yttre skillnader mellan honor och hannar. Hos unga individer är svansen ofta grön- eller blåaktig.
Fjällplattan som täcker nosens framsida har kontakt till den främre plattan som täcker nosens ovansida. Hos murödlan (Podarcis muralis) är dessa fjällplattor skilda från varandra på grund av att plattorna på nosens sidor når till framsidan och har kontakt med varandra.

## Utbredning
Arten kommer med flera från varandra skilda populationer från södra Österrike över nordöstra Italien och Slovenien till Kroatien. Den vistas i kulliga områden och i bergstrakter mellan 200 och 2000 meter över havet. Iberolacerta horvathi lever vanligen i klippiga områden med glest fördelad växtlighet. Den hittas även i öppna barrskogar eller bokskogar samt på bergstoppar i buskskogar.

## Ekologi
Iberolacerta horvathi stannar vanligen från oktober till april i ett gömställe i bergssprickor och håller vinterdvala. Den är främst aktiv på morgonen och på eftermiddagen. Ödlan jagar främst leddjur och ibland andra smådjur. Hannar försvarar ett revir men av honor syns ofta en större grupp. I parar sig vid slutet av maj eller början av juni. Äggläggningen sker cirka en månad senare och äggen kläcks i augusti eller september. Vid varje tillfälle läggs 3 till 5 ägg. Individerna blir efter cirka tre år könsmogna.

## Status
För ödlan är inga allvarliga hot kända. Den har däremot ett fragmenterat utbredningsområde och den är därför känslig för förändringar. Ödlan listas i appendix II av Bernkonventionen. IUCN kategoriserar arten globalt som nära hotad.